# Pignari
Pignari, o anche Pignary, è un comune rurale del Mali facente parte del circondario di Bandiagara, nella regione di Mopti.
Il comune è composto da 20 nuclei abitati:
- Baboye (centro principale)
- Bolimba
- Danza
- Gaissomgon
- Gamba
- Gourel-Bodio
- Guendé
- Kilimbo
- Koé-Dow
- Koé-Leye

- Koko
- Modiodio-Dow
- Modiodio-Leye
- N'Gogné
- Nando
- Niamana
- Niangono
- Pah
- Téguéré
- Toni